# Стојићи (Бугојно)
Стојићи су насељено мјесто у Босни и Херцеговини, у општини Бугојно, које административно припада Федерацији Босне и Херцеговине. Према попису становништва из 1991. у насељу је живио 81 становник.

## Становништво
| Националност       | 1991. | 1981. | 1971. | 1961. |
| Срби               | 76    | 89    | 113   | 106   |
| Хрвати             | 4     |       |       |       |
| Југословени        | 1     |       |       |       |
| остали и непознато |       |       | 1     |       |
| Укупно             | 81    | 89    | 114   | 106   |

| Демографија | Демографија | Демографија |
| Година      | Становника  | Становника  |
| ----------- | ----------- | ----------- |
| 1961.       | 106         |             |
| 1971.       | 114         |             |
| 1981.       | 89          |             |
| 1991.       | 81          |             |